# Neuvy-le-Barrois
Neuvy-le-Barrois ist eine französische Gemeinde mit 147 Einwohnern (Stand: 1. Januar 2022) im Département Cher in der Region Centre-Val de Loire; sie gehört zum Arrondissement Saint-Amand-Montrond und zum Kanton Dun-sur-Auron. 

## Geografie
Neuvy-le-Barrois liegt etwa 56 Kilometer südöstlich von Bourges. Der Allier begrenzt die Gemeinde im Osten. Umgeben wird Neuvy-le-Barrois von den Nachbargemeinden Apremont-sur-Allier im Norden, Saincaize-Meauce im Nordosten, Mars-sur-Allier im Osten, Mornay-sur-Allier im Süden, Sancoins im Südwesten, Grossouvre im Westen sowie La Chapelle-Hugon im Nordwesten.

## Bevölkerungsentwicklung
| Jahr      | 1962 | 1968 | 1975 | 1982 | 1990 | 1999 | 2006 | 2019 |
| Einwohner | 275  | 248  | 169  | 165  | 147  | 153  | 158  | 132  |

Quellen: Cassini und INSEE

## Sehenswürdigkeiten
- Kirche Saint-Martin aus dem 12. Jahrhundert, Monument historique seit 1926
- Burg Neuvy-le-Barrois aus dem 12. Jahrhundert